# Ridderorden in Zweden
De koningen van Zweden hebben in de loop der eeuwen verscheidene ridderorden ingesteld. Dat ging zonder veel systeem en de oudste ridderorden overleefden het overlijden van de stichter dan ook niet.
Het ging om de volgende ridderorden of eretekens;
- De keten van de Salvatororden van Erik XIV van Zweden
- De keten van de Agnus Dei-orde van Johan III van Zweden
- De keten van de Jehova-orde van Karel IX van Zweden
- De keten van de Jezusorde van Karel X Gustaaf en Karel IX van Zweden

Deze ketens werden alleen door de koning gedragen en de orden kregen geen statuten. Ze worden daarom niet als volwaardige ridderorden beschouwd. De keten van de Serfijnenorde bevat elementen uit elk van deze ketenen.
In 1748 stelde koning Frederik I van Zweden drie nieuwe ridderorden in. Men zou ook kunnen zeggen dat hij de Zwaardorde herstelde en dat alleen de Orde van de Poolster werkelijk nieuw was maar het verleden dat de Zweden de Orde van de Serafijnen destijds toegedicht hebben, de orde zou al in 1260 door Magnus I zijn gesticht, is door latere historici als een leugen ontmaskerd. Men wilde het prestige van de orde vergroten en deze op één lijn stellen met de Orde van de Kousenband.

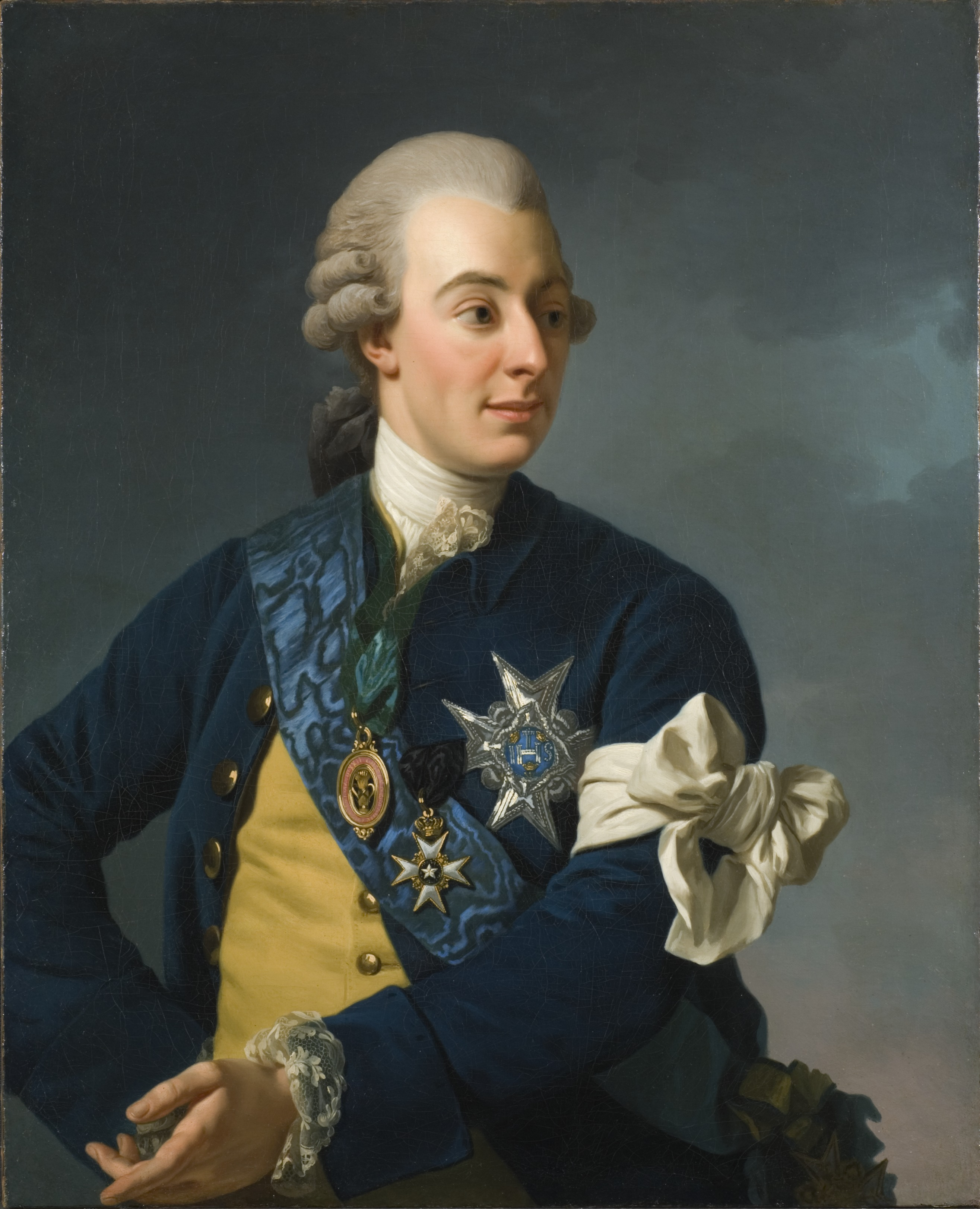
Gustaaf III met drie ridderorden

- De Orde van de Serafijnen (Het blauwe lint)
- De Orde van het Zwaard (het gele lint)
- De Orde van de Poolster (het zwarte lint)

Het "systeem" van Frederik I heeft meer dan twee eeuwen gefunctioneerd en hield het volgende in:
- De Zweedse prinsen waren geboren commandeurs in de Orde van het Zwaard en de Orde van de Poolster.
- Ridders van de Orde van de Serafijnen zijn ook commandeur in de twee andere orden en dragen daarom de titel "Ridder en Commandeur in de Orden van Zijne Majesteit".
- Om commandeur te worden moet men eerst ridder in een orde zijn.
- Om de Orde van de Serafijnen te verkrijgen moet men eerst commandeur zijn.

In 1772 stelde Gustaaf III een ridderorde in voor "maatschappelijke verdiensten".
- De Orde van Vasa (het groene lint)

Onder Karel XIII werd nog een bijzondere onderscheiding voor vrijmetselaars, in Zweden met de kroon en de staatskerk verbonden, ingesteld.
- De Orde van Karel XIII

In de 19e eeuw nam het aantal graden in de ridderorden net als overal toe. Het protocol en de eisen van de 19e-eeuwse standenmaatschappij maakte dat noodzakelijk. Er kwamen desondanks geen ridderorden bij.
In 1975 haalde een sociaaldemocratische regering een streep door Frederiks "systeem". Zweden zouden geen ridderorden meer krijgen maar in het vervolg met twee eenvoudige medailles worden beloond. Voor Zweedse prinsen, vreemde diplomaten en andere verdienstelijke buitenlanders bleef de Orde van de Poolster beschikbaar. De Orde van Vasa ging "slapen" en de Orde van de Serafijnen was nu alleen nog beschikbaar voor de koninklijke familie en bevriende staatshoofden.
De militaire Orde van het Zwaard bleef, misschien met het oog op toekomstige oorlogen, bestaan maar ook zij werd niet meer toegekend. Zweedse prinsen blijven desondanks geboren commandeurs in deze orde. De Zweedse koning bleef de grootmeester of, bij de Orde van Karel XIII de "Heer en Meester", van de vijf Zweedse orden en draagt deze dan ook nog geregeld. Dat geldt ook voor de prinsen en prinsessen van zijn huis. De maçonnieke Orde van Karel XIII werd door de hervormingen van 1975 niet getroffen.
In 2023 werd de hervorming herroepen en kwamen de Zweedse ridderorden opnieuw beschikbaar voor Zweedse staatsburgers. 
In Zweden bestaat ook een tak van de adellijke protestantse Johanniterorde.
- De Johanniterorde in Zweden